# ジャリルガチ湾
ジャリルガチ湾（ウクライナ語: Джарилгацька затока）は、ウクライナヘルソン州に位置する黒海の湾であり、北側の本土と南側のジャリルガチ島に挟まれた水域である。カルキニツカ湾の一部を構成し、西部はジャリルガチ湾奥（ウクライナ語: Джарилгацька бухта）と呼ばれる。東側では幅約10kmの水路を通じてカルキニツカ湾の本体と繋がっている。

## 地理
ジャリルガチ湾は、長さ約70km、幅6～20km、最大水深約8mである。本土側の北岸は、粘土質の浸食崖と低平な砂州が交互に現れ、ジャリルガチ島側の南岸は低平な砂浜で構成される。主要な沿岸都市として、スカドフスクが北岸に位置する。

## 生態系と保護
ジャリルガチ湾は、渡り鳥の重要な中継地であり、ジャリルガチ島や周辺のカルキニツカ湾などの水域とともに約15万羽のカオジロオタテガモ、ホシハジロなどの渡り鳥が訪れ、約13万羽の鳥類の越冬地でもある。1976年からラムサール条約の国際的重要湿地「カルキニツカ湾およびジャリルガチ湾」（登録番号3UA011）に指定されている。この湿地は、黒海沿岸の砂州、浅瀬、島々からなる特有の景観を有し、秋には15万対、春には10万対の水鳥が観察される。